# 藤里町営スキー場
藤里町営スキー場（ふじさとちょうえいスキーじょう）は、秋田県山本郡藤里町にあるスキー場である。
正式名称は藤里町営板清水スキー場。

## 施設
（出典）
- 休憩施設
  - スキーハウス（休憩所、トイレ、ロッカー、自動販売機）
- リフト
  - ペアリフト - 629m
- 駐車場 - 200台無料

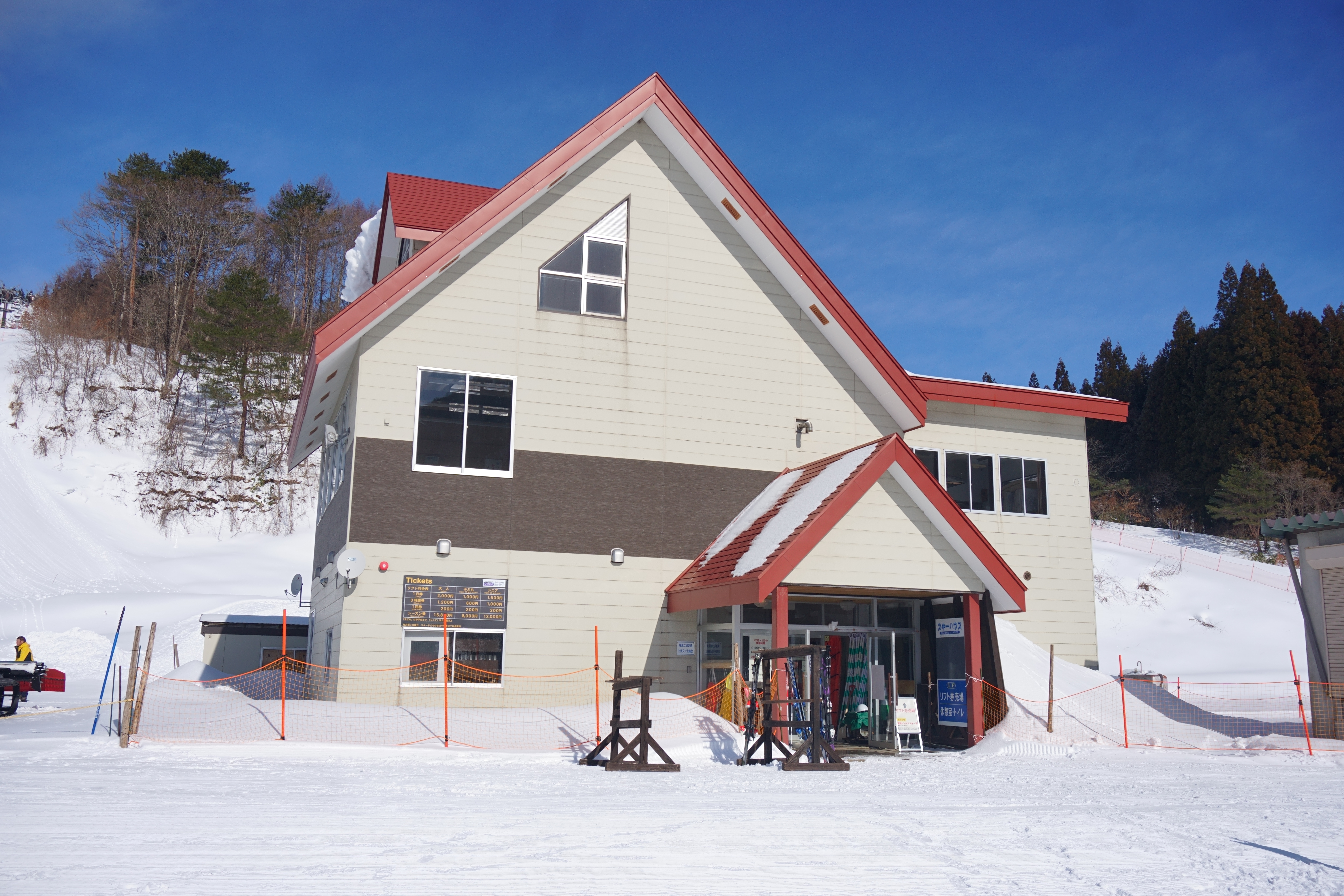
クラブハウス